# Organisatieniveau (biologie)
Een organisatieniveau is een hiërarchisch niveau waarmee men de complexiteit van leven kan indelen. De biologie is een wetenschap die zich uitstrekt van de microscopische schaal (het niveau van moleculen en cellen waaruit organismen bestaan), tot de mondiale schaal (het niveau van de biosfeer: de hele levende planeet). Biologen proberen dit enorme onderzoeksbereik onder te verdelen in verschillende niveaus van biologische organisatie.
Elk organisatieniveau in de hiërarchie vertegenwoordigt een toename van de complexiteit ten opzichte van het voorgaande niveau. Een "object" binnen een niveau bestaat hoofdzakelijk uit de basiseenheden van het vorige niveau. Ieder niveau kenmerkt zich door zijn eigen unieke eigenschappen, wetmatigheden en verklaringsprincipes. Het basisprincipe achter de organisatie is emergentie: de evolutionaire ontwikkeling van nieuwe eigenschappen en functies die afwezig zijn op een lager organisatieniveau.

## Niveaus
De organisatieniveaus van klein naar groot:
| Niveau               | Voorbeeld                                                  |
| -------------------- | ---------------------------------------------------------- |
| Moleculen            | ribonucleïnezuur, chlorofyl, ureum, koolstofdioxide, water |
| Organellen           | celkern, mitochondrion, plastide, flagel                   |
| Cellen               | eencellige, plantencel, spiercel                           |
| Weefsels             | botweefsel, parenchym                                      |
| Organen              | blad, bloem, hersenen, ledemaat                            |
| Organismen           | amoebe, boom, schapenteek, mens                            |
| Populaties           | kudde, kolonie                                             |
| Levensgemeenschappen | moeras, hooiland, ven                                      |
| Ecosystemen          | regenwoud, savanne, oceaan                                 |
| De biosfeer          | Aarde                                                      |

Ontwikkeling in organisatieniveau van eencellig naar meercellig:
| Niveau                 | Toelichting |
| ---------------------- | --- |
| Cellen                 | eencelligen |
| Celkolonie (coenobium) | bijvoorbeeld celdraden of -groepen en polair georganiseerde kolonies bij algen en blauwwieren |
| Syncytium              | eencellig met veel celkernen (poly-energide) |
| Coenocytium            | celkernen met cytoplasma, waarbij in een later stadium tussenwanden worden gevormd voor de individuele kernen; bij algen en schimmels en bij verschillende zaadplanten in bepaalde fasen van de zaadvorming |
| Plasmodium             | door versmelting of door aggregatie |
| Meercellig organisme   | organismen met gespecialiseerde cellen in weefsels en organen |